# ライアン・フラミンゴ
ライアン・フラミンゴ（Ryan Flamingo, 2002年12月31日 - ）は、オランダの北ホラント州ブラリクム出身のプロサッカー選手。エールディヴィジのPSVアイントホーフェン所属。ポジションはディフェンダー。

## 経歴
2022年7月、セリエAのUSサッスオーロ・カルチョからエールディヴィジのSBVフィテッセへ期限付き移籍した。8月27日のRKCヴァールヴァイク戦でプロ初得点を記録した。
2023年8月18日にFCユトレヒトへ期限付き移籍した。
2024年7月にPSVアイントホーフェンへ完全移籍し、5年契約を結んだ。

## 代表歴
2023年3月にU-21オランダ代表に初選出された。